# Szczelina za Igłą
Szczelina za Igłą – szczelinowate schronisko w Gaudynowskich Skałach na lewym brzegu potoku Brodła na Garbie Tenczyńskim będącym częścią Wyżyny Krakowsko-Częstochowskiej. Należy do wsi Brodła w województwie małopolskim, w powiecie chrzanowskim, w gminie Alwernia.

## Opis obiektu
Szczelina znajduje się pomiędzy Gaudynowską Basztą, zwaną też Igłą, a pozostałymi skałami zbocza. Ma postać wąskiego, szczelinowatego korytarza, który przebija skałę na wylot. Obydwa otwory szczeliny są wysokie, ale w środkowej części korytarzyk jest niski z powodu oberwanych i zaklinowanych bloków skalnych. Tworzą one w tej części korytarzyk na wysokości 1–1,5 m nad dnem.
Szczelina powstała wskutek pęknięcia i rozsunięcia się skał. Wytworzona jest w wapieniach pochodzących z okresu jury późnej. Na ścianach brak nacieków, namulisko złożone ze skalnych okruchów i próchnicy. Jest w całości oświetlona światłem słonecznym i nie ma własnego mikroklimatu. Na niektórych miejscach ścian rozwijają się mchy i porosty, w głębi szczeliny występują pająki.

## Historia poznania
Szczelina jest często odwiedzana – świadczą o tym pozostawiane na jej dnie śmieci. Po raz pierwszy opisał ją M. Pruc we wrześniu 1999 r. On też opracował plan.

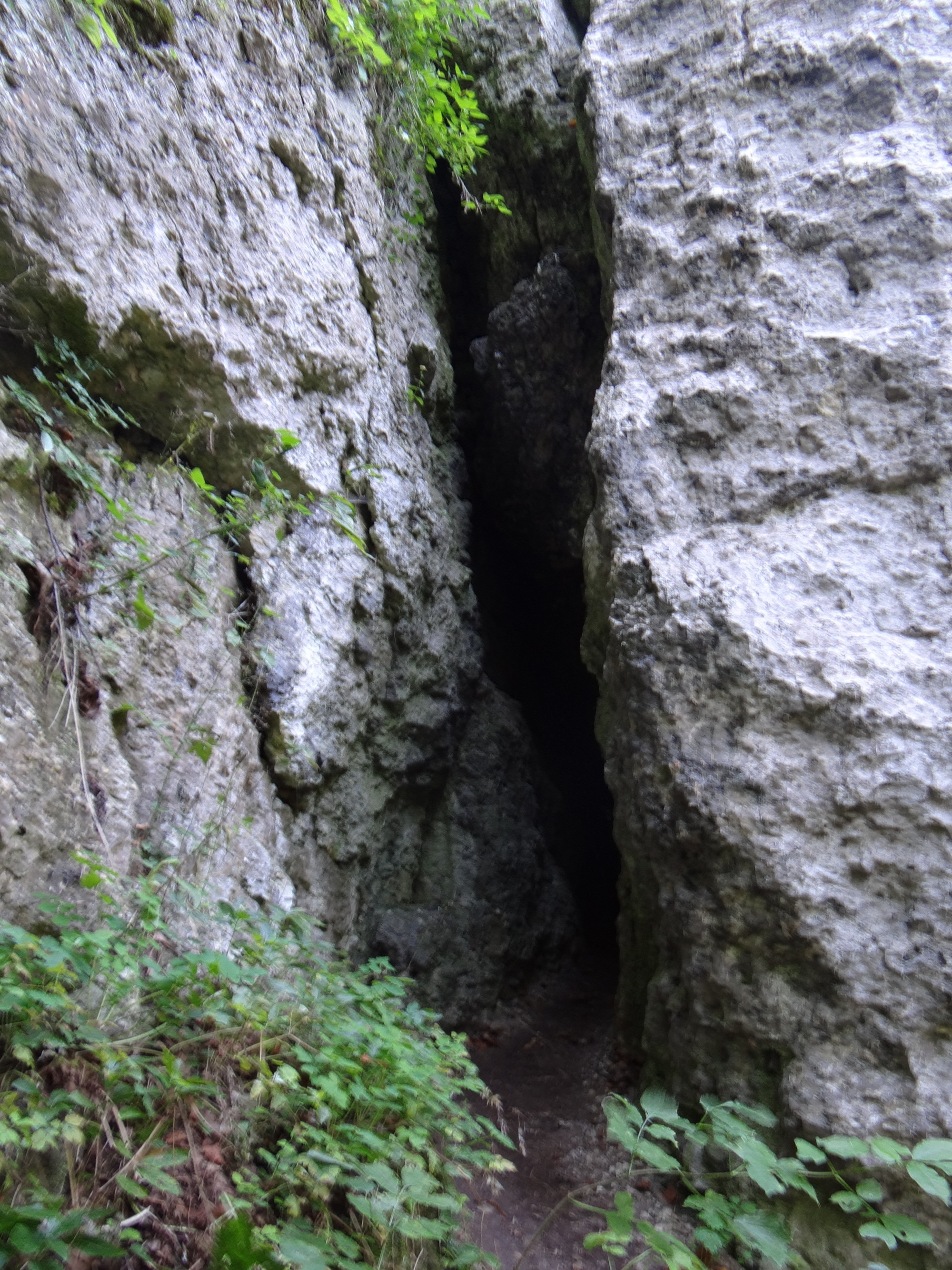
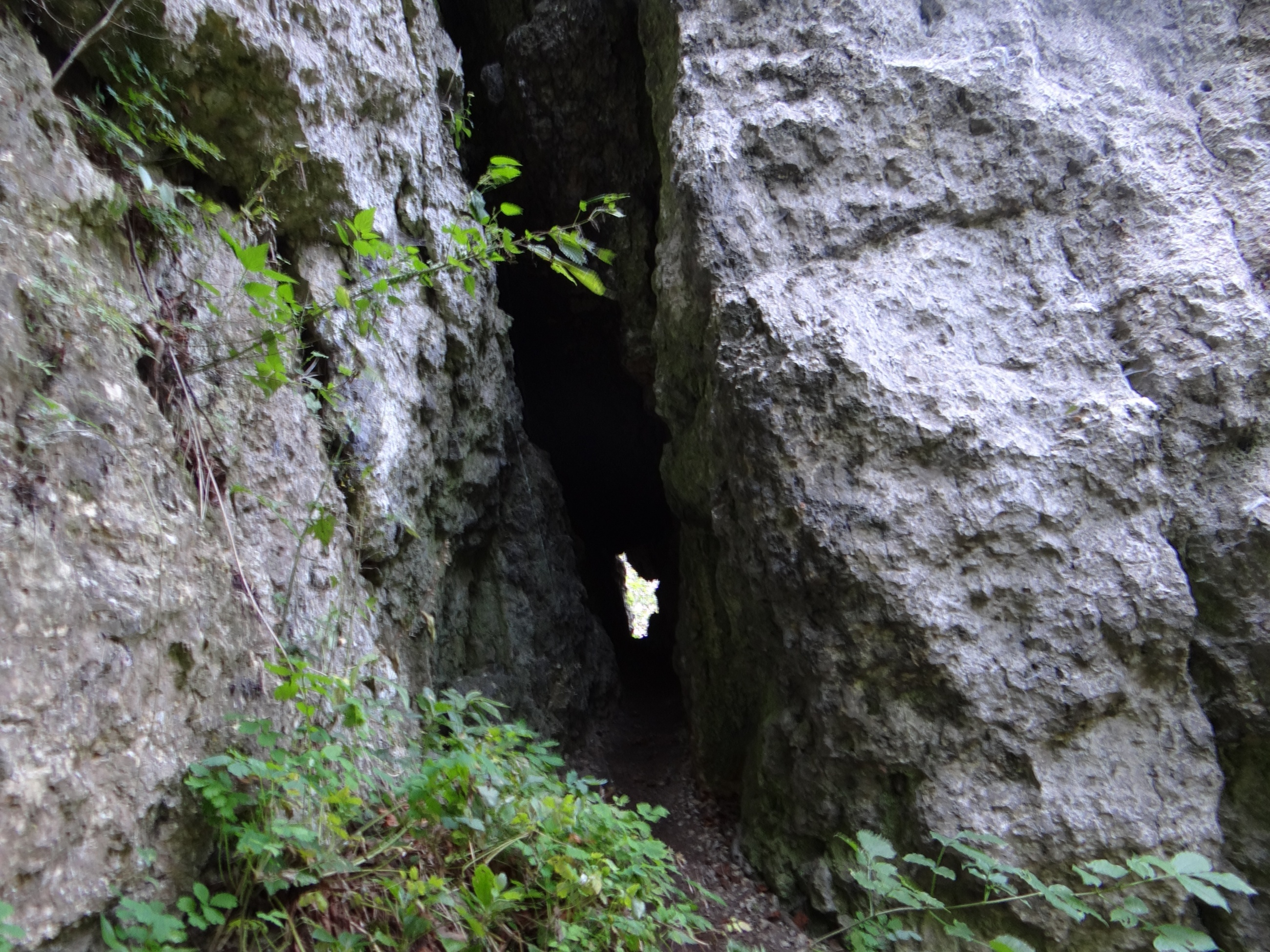
Otwór jaskini
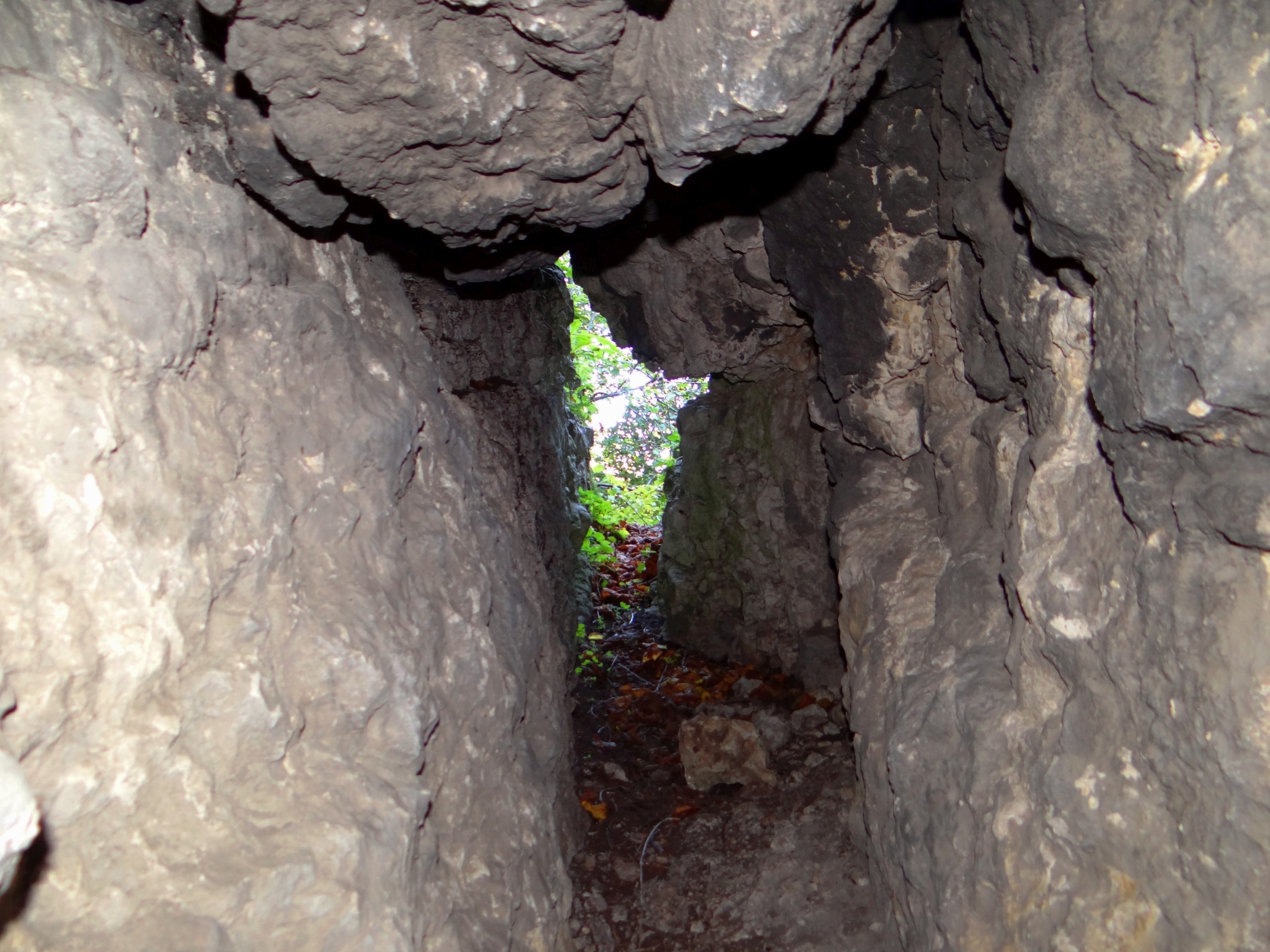
Otwór jaskini
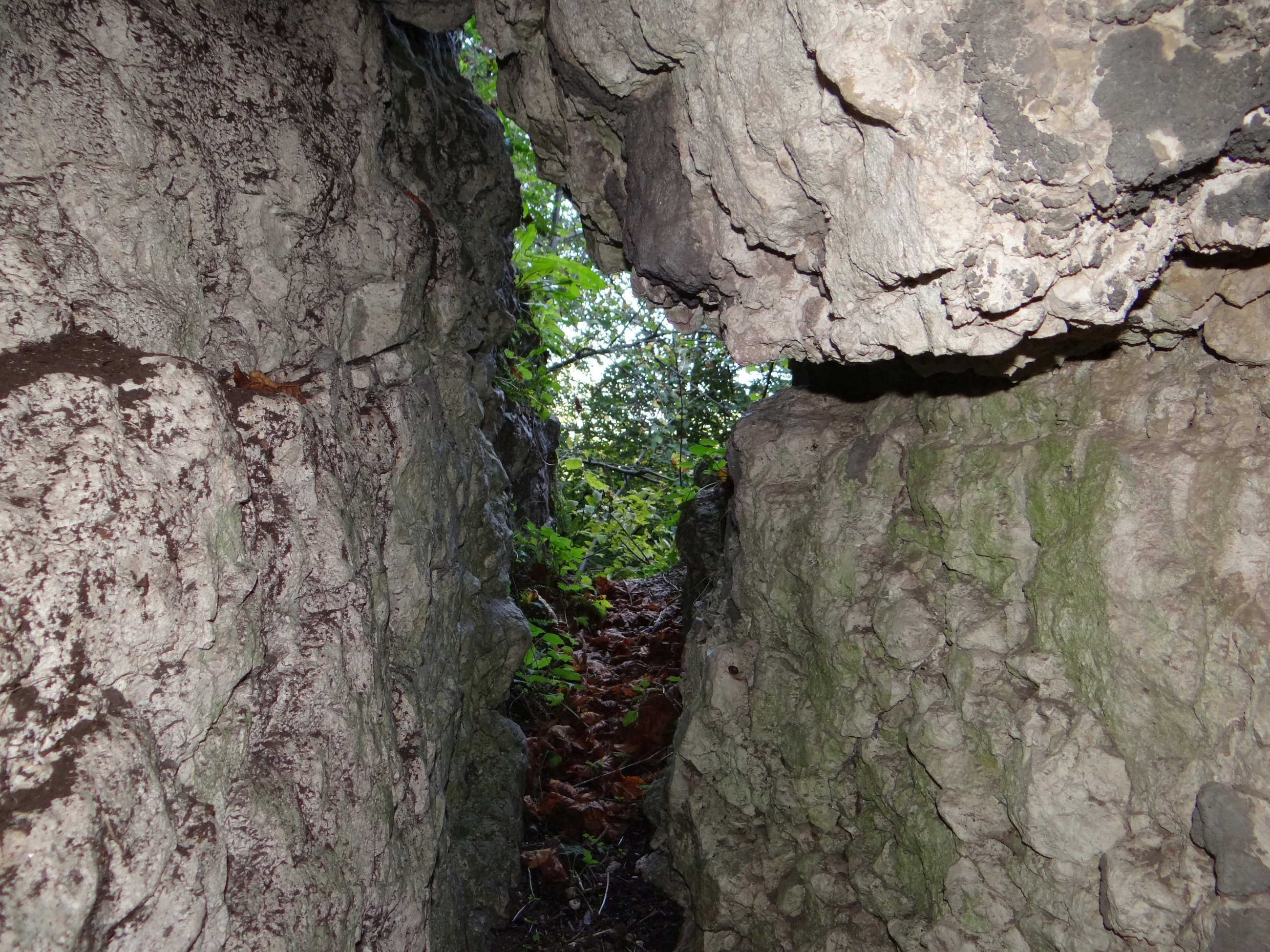
Wejście do jednego z korytarzy
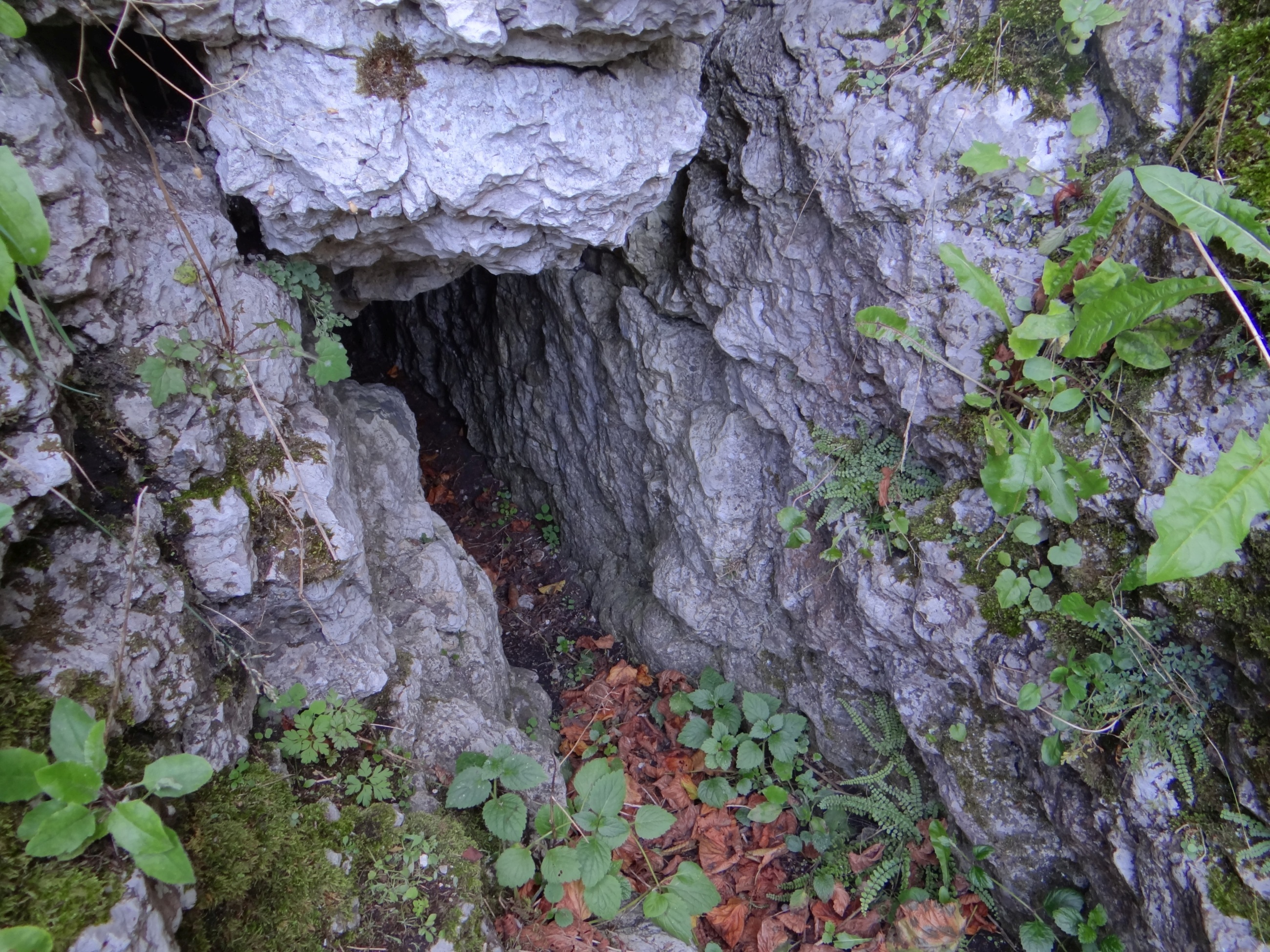
Otwór